# Camille Bedin

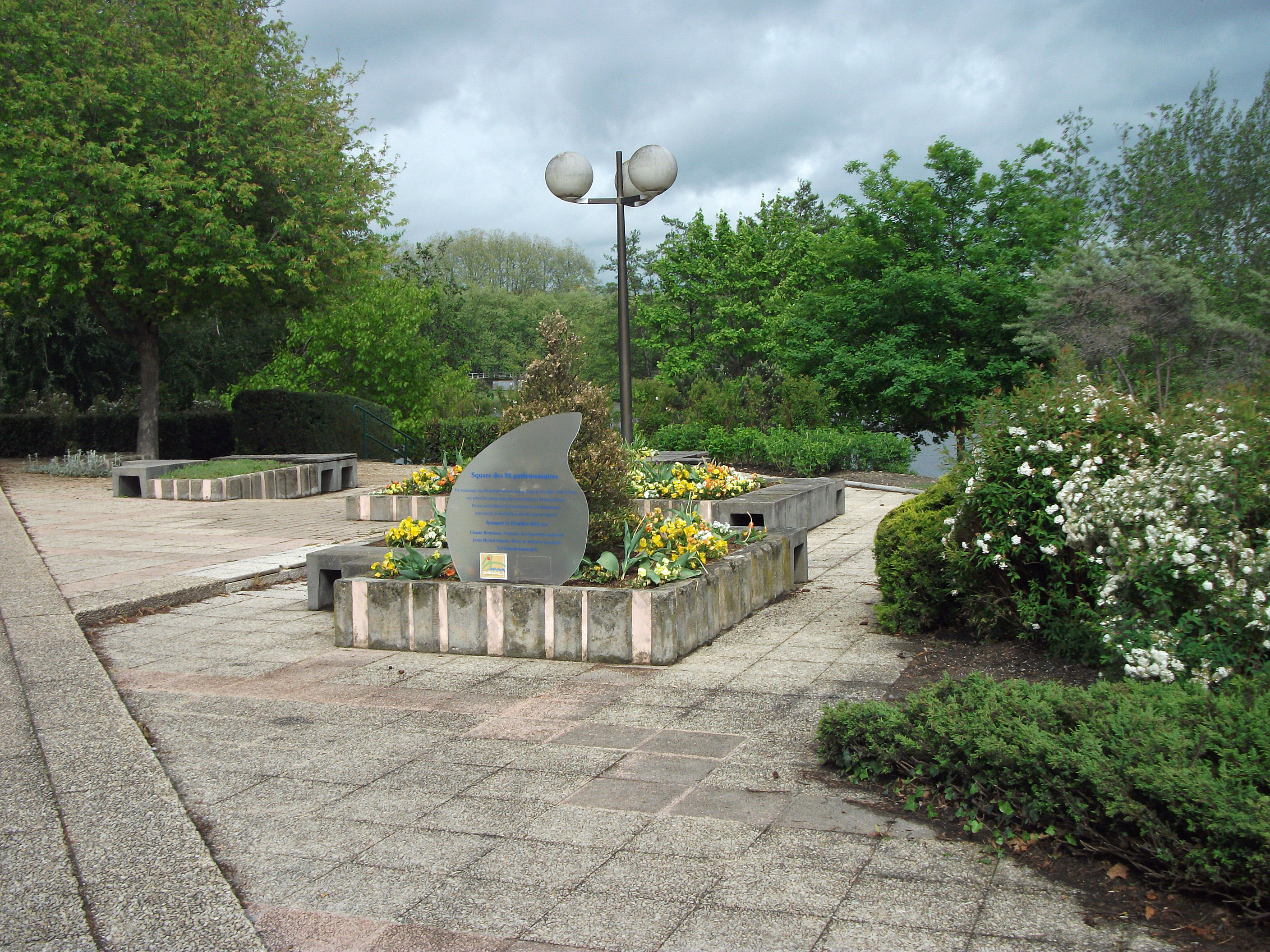
Bellerive-sur-Allier – Square des 80 Parlementaires 2014

Camille Fernand Bedin (* 8. Januar 1893 in Saint-Satur; † 7. Februar 1979 Excideuil) war ein französischer Politiker der Dritten Republik und Widerstandskämpfer.

## Leben
Camille Bedin wurde im Ersten Weltkrieg eingezogen und war Leutnant im 50. Infanterie-Regiment. Nach einer Verwundung wurde er nach Excideuil in der Dordogne geschickt, wo er Louise Raynaud kennenlernte, die er im April 1919 heiratete und wo er sich als Tuchhändler niederließ. Für seine Tapferkeit an der Front wurde er 1925 zum Ritter der Ehrenlegion ernannt (später wurde er auch Kommandant).
In der Zwischenkriegszeit leitete er die Fédération ouvrière et paysanne des anciens combattants (Arbeiter- und Bauernverband der Kriegsveteranen). Im Mai 1936 wurde er zum Abgeordneten der SFIO für den Wahlkreis Périgueux-II und im folgenden Jahr zum Generalrat des Kantons Excideuil gewählt.
Am 10. Juli 1940 stimmte er gegen die Vollmachten für Philippe Pétain. Da er auch Freimaurer war, wurde er im Januar 1942 vom Vichy-Regime seines Amtes als Generalrat enthoben. Er schloss sich der Résistance an und wurde Mitglied des Comité d’action socialiste (Sozialistisches Aktionskomitee).  Er beteiligte sich auch an der Gründung der ersten Maquis in der Dordogne. Im Oktober 1943 wurde er verhaftet und im Juli 1944 zunächst nach Deutschland und dann in die Tschechoslowakei deportiert. Im Mai 1945 befreite ihn der tschechische Widerstand. Er erhielt die Médaille de la Résistance.
Nach seiner Rückkehr nach Frankreich wurde er Mitglied der Assemblée consultative provisoire (Provisorische Beratende Versammlung). 1946 zog er sich aus der nationalen Politik zurück. Von 1947 bis 1957 war er Bürgermeister von Excideuil.